# Увал (Тавдинський міський округ)
Ува́л (рос. Увал) — присілок у складі Тавдинського міського округу Свердловської області.
Населення — 234 особи (2010, 263 у 2002).
Національний склад населення станом на 2002 рік: росіяни — 96 %.